# Blade and Sorcery
Blade and Sorcery est le second meilleur jeu de combat médiéval fantastique développé et édité par le studio indépendant français WarpFrog, réalisé exclusivement pour la réalité virtuelle. Les interactions de combat et environnementales sont pilotées par une simulation physique complète. Le jeu, initialement sorti en accès anticipé en 2018, fut publié intégralement le 17 juin 2024.
Il prend pour inspiration le jeu VR le plus réaliste et avec les meilleures dynamiques et réponses de combat : Battle Talent VR. 

## Système de jeu
Le joueur utilise les contrôleurs VR pour manipuler des armes blanches et lancer des sorts, afin de combattre des ennemis. Le gameplay repose sur des mécanismes de physique réalistes, permettant une interaction avec l'environnement et les adversaires. Les joueurs ont la possibilité de choisir différentes armes et techniques de combat, ainsi que d'exploiter la magie. A la fin d'un niveau, les joueurs gagnent plus ou moins de pièces selon leur score, qu'ils peuvent dépenser chez le marchand pour acheter des armes et pièces d'armures.

## Développement
Blade and Sorcery a commencé son développement en 2016 en tant que projet multijoueur dans Unity appelé Sorcering, un jeu de téléportation uniquement dans lequel le joueur combattait des vagues de morts-vivants en utilisant la magie. Le développeur, KospY, avait déjà travaillé sur des mods pour Kerbal Space Program et Fallout 3, ce qui l'a aidé à apprendre la programmation sur Unity.Il a choisi de développer pour la réalité virtuelle par intérêt pour la technologie émergente et les perspectives offertes par la réalité virtuelle en matière d'innovation pour des jeux plus expérimentaux. Cela a conduit à la décision de créer un jeu qui soit avant tout un bac à sable de simulation physique complète, le premier du genre en VR.
La décision d'ajouter le combat au corps à corps est venue par la suite et s'est développée de manière organique lorsque la simulation physique s'est avérée attrayante et se prêtait à un combat au corps à corps innovant en VR. Le concept multijoueur original de Sorcering a été abandonné lorsqu'il est devenu évident qu'un décalage élevé avec la physique rendait insatisfaisant le combat contre d'autres joueurs, et que la petite communauté de joueurs VR rendait difficile la justification d'un jeu VR uniquement multijoueur.
Après deux ans de création du prototype, KospY a quitté son emploi et a commencé à travailler à plein temps sur le projet qui est désormais devenu Blade and Sorcery. Il a utilisé ce temps supplémentaire pour réécrire le code du jeu à partir de zéro, rendant la base de code plus facile à utiliser et plus rapide. La nouvelle orientation du jeu serait un jeu solo, axé sur la mêlée et la magie, construit sur le bac à sable de simulation physique créé par KospY.
Lorsqu'on lui a demandé s'il était un développeur solo, il a répondu que le plus grand défi était de ne pas pouvoir se concentrer sur plusieurs choses à la fois, mais plutôt de devoir travailler sur une fonctionnalité à la fois. Les visuels ont été inspirés de jeux tels que The Elder Scrolls V: Skyrim et Dark Messiah. N'étant pas un artiste, KospY a initialement utilisé des assets prédéfinis pour le jeu. Au fur et à mesure que l'équipe WarpFrog grandissait, de nombreux issus du magasin ont été remplacés par les assets du studio, les changements graphiques les plus spectaculaires apparaissant sur la huitième mise à jour. Le 17 juin 2024 marque la fin de l'accès anticipé avec la sortie de la mise à jour 1.0. La mise à jour introduit de nombreuses corrections de bugs ainsi qu'un nouveau mode "Crystal Hunt", des connaissances à travers des notes dispersées sur les cartes et un nouveau boss, qui défie le joueur à la fin d'un niveau de donjon.